# Pradolina Barucko-Głogowska
Pradolina Barucko-Głogowska – pradolina polodowcowa na Niżu Środkowoeuropejskim. Ma kształt bruzdy o orientacji równoleżnikowej o zmiennej szerokości i ostrych granicach i wyraźnie płaskim dnie.
Nazwa jest związana z miastem Baruth w Niemczech, nie zaś – jak niekiedy błędnie się uważa – od rzeki Barycz.